# 3C 58

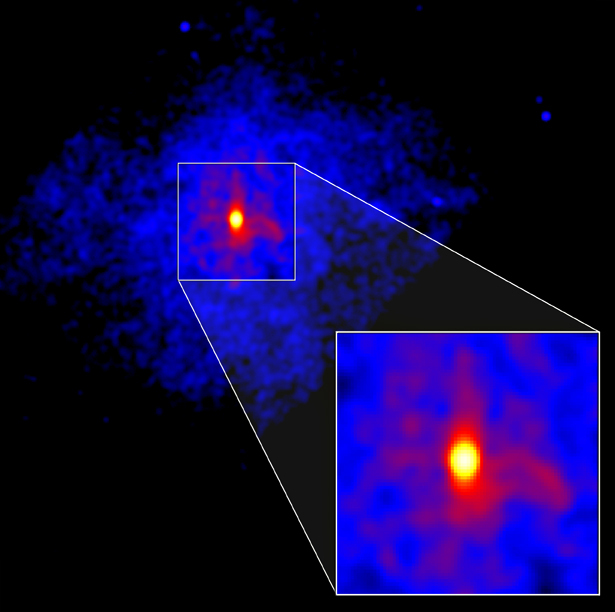

3 سي 58 هو نباض وبقايا مستعر أعظم في درب التبانة ضمن كوكبة ذات الكراسي، ومن المحتمل أن يكون مصاحب للمستعر الأعظم 1181. ومع ذلك، فهناك علامات تشير إلى أن عمره قد يكون عدة آلاف من السنين، وبالتالي فقد لا يكون مصاحبًا لهذا المستعر الأعظم.
يتميز 3 سي 58 بمعدل تبريده العالي جدًا وهو ما لا تفسره النظريات القياسية لتشكل النجوم النيوترونية. هناك فرضية تقول بأن الظروف القاسية في المناطق الداخلية للنجم تسببت في مصهور نيوتريني عالي، يحمل الطاقة بعيدًا، فيبرد النجم. يقع هذا النباض في اتجاه كوكبة ذات الكرسي ويقدّر بعده بحوالي 10,000 سنة ضوئية. يفترض أن 3 سي 58 نجم كواركات محتمل.

## وصلات خارجية
- Article about 3C58
- What is known about 3C 58
- Image from Aladin